# Laintal
Das Laintal ist ein Tal im Trofaiacher Becken in der Obersteiermark sowie Ortschaft und Katastralgemeinde der Stadt Trofaiach im Bezirk Leoben der Steiermark.

## Geographie
Das etwa 7 Kilometer lange Seitental des Vordernbergertales erstreckt sich direkt von der Stadt Trofaiach ostwärts in die Mürztaler Alpen und bildet als weites, sanft ansteigendes, freundliches Trichtertal den Ostausläufer des Trofaiacher Beckens. Es wird vom Laintalbach durchflossen. Im Norden liegen die waldbedeckten Hügel des Kampeck (1524 m ü. A.), im Süden das Himberger Eck (1345 m ü. A.).
Die Ortschaft, die die gesamte Besiedelung des Tals umfasst, zählt über 200 Gebäude und über 600 Einwohner. Die Zahl der Einwohner wächst ständig, da auf den vielen Sonnenhängen, die eine ausgezeichnete Vorstadtlage von Trofaiach darstellen, sukzessive neue Bauten entstehen. Das deckungsgleiche Katastralgebiet hat 1822,5 Hektar.
In der Talung bestanden ursprünglich drei Rotten entlang des Bachs, die 1. Dorf, 2. Dorf und 3. Dorf genannt wurden (amtlich Laintal I, II und III). Durch die vielen Neubauten sind diese Ortslagen heute schon fast zusammengewachsen. Rechts am Hang über Laintal II liegt das alte Gehöft Moar am Berg und weiter westlich die Gehöfte des Zlatmoar und des Mooshubenbauern. Beide Vulgonamen, die offenbar aus der Zeit der Besiedlung stammen, weisen darauf hin, dass es sich in früheren Zeiten um eine sumpfige Gegend gehandelt hat, einmal in slowenischer und einmal in deutscher Sprache. Das Wort Moos bedeutete im Mittelalter und anderem auch Sumpfgebiet.
Am Taleingang liegt noch das Dorf Wolkersdorf, das gewisse Eigenständigkeit aufweist.
Weitere Ortslagen sind die zerstreuten Häuser in den beiden Quelltälern, im Kaintal, das sich bei Laintal III nordostwärts zieht, und dem ostwärtigen Trasttal, sowie die Almen Bauer in Öd sonnseitig, und  Abrand schattseitig.
|  |

Nachbarortschaften, -katastralgemeinden und -orte:
(Orte auf Laintal im Allgemeinen bezogen)
|                                                   | Treffning (O u. KG)                             | Obertal (O, u. KG, Gem. St. Katharein a.d.L.) Kaintal                  |
| Trofaiach (O u. KG)                               | Kompassrose, die auf Nachbargemeinden zeigt     | Trasttal Kletschach (O, u. KG, Gem. Proleb)                            |
| Wolkersdorf St. Peter-Freienstein (O, KG u. Gem.) | Tollinggraben (O, u. KG , Gem. St. Peter-Frst.) | Prentgraben (O, u. KG , Gem. Proleb) Judendorf (O, u. KG, Gem. Leoben) |

## Geschichte
Eine vorgeschichtliche Besiedlung des Tales ist gesichert, auf dem westlich von Wolkersdorf gelegenen Steirerkögerl sowie an dessen Fuß, wurden urnenfelderzeitliche Höhensiedlungsreste gefunden, wohl in Zusammenhang mit der bedeutenden Fundstelle am Kulm gegenüber. Auch eine römische Ansiedlung ist mit Grabfunden archäologisch nachgewiesen: Am 23. September 1977 wurde bei Grabarbeiten auf einem Grundstück des Bauern Judmaier vulgo Ott eine aus der Römerzeit stammende marmorne Bekrönung eines Grabdenkmals entdeckt. Dieser bisher bedeutendste römerzeitliche Fund im Trofaiacher Raum kann heute im Stadtmuseum Trofaiach besichtigt werden.
Für das Trofaiacher Becken kann nach Ende der Antike eine bairisch-slawische Mischbevölkerung bis zum Ende des 12. Jahrhunderts als sicher angenommen werden: Der Ortsname  Laintal findet sich vielleicht schon vor dem 12. Jahrhundert als Lonka, und dann 1352 als das Leynktal, Loenktal, 1361 als Lonktal, 1383 das Longtal, 1394 in der Lanchen, im Lankental, 1434 als das Lainkental, 1441 das Lantal, Lawntal, 1454 Laenktal, 1480 endlich als Layntal, 1495 Laingtal. Das Wort wird als mittelhochdeutsch longge ‚die Flur‘ von einer möglichen altslawischen Wurzel lo(n)ka ‚(Sumpf-)Wiese, Aue‘ hergeleitet.
Zu Anfang des 18. Jahrhunderts gehörte Laintal als Steuergemeinde zum Bezirk Freienstein. Zu dieser Zeit betrug die Einwohnerschaft 470 Personen (241 männlich, 229 weiblich), mit 88 Häusern und 94 Wohnparteien. Die drei Rotten des Tales wurden seinerzeit noch als Unterdorf, Mitterdorf und Oberdorf bezeichnet, und hatten 8, 8 respektive 13 beisammenliegende Häuser, Wolkersdorf hatte 12. Trasttal ist als Trastall genannt. Eingepfarrt und eingeschult waren die Bewohner in Trofaiach, doch gingen „viele Kinder auch nach St. Peter“. Bemerkenswert war zu dieser Zeit auch die aufwändige Wasserversorgung: „Die Zuleitung des Trinkwassers zu manchem Hause ist weit her, so zwar, daß man bei 150–200 zwei Klafter lange Röhren braucht“ (bis über 300 m, gemeint sind gebohrte Holzröhren).

Ab Schaffung der Ortsgemeinden 1848/49 gehörte Laintal zu Hafning.
Die einklassige Volksschule, mit zuletzt 16 Schülern, wurde 2012 geschlossen. Hierbei konnte eine Kompromisslösung gefunden werden, indem der alte Klassenverband noch in Form einer Familienklasse in Trofaiach weitergeführt wurde. Erst neu eingeschulte Kinder gingen in die jeweiligen Klassen ihrer Schulstufe.
Seit 1. Jänner 2013 gehört das Laintal, wie die ganze Gemeinde Hafning, zu Trofaiach, zu dem es auch pfarrlich von alters her gehört hatte.
| Hzgt. Steier   | Hzgt. Steier   | Hzgt. Steier    | Hzgt. Steier    | Hzgt. Steier    | Hzgt. Steier    | Hzgt. Steier    | Hzgt. Steier    | Hzgt. Steier     | Bld. Steiermark | Bld. Steiermark | Bld. Steiermark | Bld. Steiermark | Bld. Steiermark | Bld. Steiermark |
| (Mon. Österr.) | (Mon. Österr.) | (Kthm. Österr.) | (Kthm. Österr.) | (Kthm. Österr.) | (Kthm. Österr.) | (Kthm. Österr.) | (Kthm. Österr.) | (Österr.- Ugrn.) | (Rep. Österr.)  | (Rep. Österr.)  | (Rep. Österr.)  | (Rep. Österr.)  | (Rep. Österr.)  | (Rep. Österr.)  |
| 1770           | 1782           | 1810            | 1812            | 1819            | 1837            | 1846            | 1851            | 1869             | 1951            | 1961            | 1971            | 1981            | 1991            | 2001            |
| ∗818           | 564            | 494             | 482             | 498             | 470             | 609             | 501             | 620              | 660             | 672             | 758             | 680             | 693             | 617             |
| ∗116           | 91             | 90              | 92              | −               | 88              | −               | −               | 91               | 100             | 118             | 151             | 173             | 193             | 217             |

## Wirtschaft, Infrastruktur und Tourismus
Die einzigen größeren Betriebe im Laintal sind ein Sägewerk, ein Schmiede- und Schlossereibetrieb sowie ein Erdbewegungsunternehmen. Darüber hinaus existieren drei Gasthäuser und kleinere Betriebe, unter anderem ein Elektriker und ein Sportgeschäft.
Auch eine Freiwillige Feuerwehr gibt es im Laintal.
Sonst ist das Tal wichtiger Naherholungsraum. Das Laintal bietet zahlreiche Wandermöglichkeiten, wie beispielsweise das Hechhittl (= Hütterl auf der Höhe) in der Nähe der Lautscherkoppe, die Friesingwand, das Kaintalegg, das auch „Weißer Hirsch“ genannt wird und den Brautkasten.
Über die ostwärts des Laintales gelegenen Wald- und Almberge kann man zu Fuß unter anderem nach St. Katharein, Proleb oder Leoben kommen. Manche Bauern bieten Möglichkeiten für Urlaub am Bauernhof.